# Granulòcit

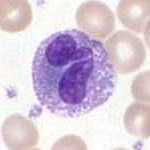
Un granulòcit. Observeu que el nucli, més fosc, no és rodó, sinó que té forma de lòbuls i aquest, a més, sembla mig segmentat en dues parts.

Un granulòcit és un tipus de cèl·lula de la sang, i més concretament un tipus de leucòcit (glòbul blanc), amb enzims i que es caracteritza per contenir grànuls en el citoplasma i un nucli cel·lular irregular o segmentat, per això també rep el nom de polimorfonuclear (PMN).
Són els glòbuls blancs considerats com a "no específics" en el sentit que no estan especialitzats en un sol antigen ni generen anticossos específics per a cada patogen. Formen part del sistema immunitari innat. A més dels granulòcits, els altres tipus de leucòcits són els agranulòcits, sense enzims, la majoria dels quals són limfòcits i monòcits. Sovint hi ha algun defecte a la quimiotaxi dels granulòcits dels malalts que pateixen diabetis mellitus de tipus 1.

## Tipus
Els granulòcits presents a la sang dels humans es divideixen en tres tipus: eosinòfils, basòfils o neutròfils segons que els grànuls tinguin afinitat, respectivament, pels colorants àcids, que els tenyeixen de color vermellós; pels colorants bàsics, de color blavós; o no en tinguin per cap. Els neutròfils són els més abundants i lluiten sobretot contra els bacteris mentre que els eosinòfils són els que lluiten contra les al·lèrgies. Els basòfils són els menys abundants i, entre altres coses, són els receptors de les "defenses actives" o anticossos.